# ۱۳۷۷ (قمری)
۱۳۷۷ (قمری)، هزار و سیصد و هفتاد و هفتمین سال در گاهشماری هجری قمری است. اول محرم این سال برابر با بیست و نهم ژوئیه سال ۱۹۵۷ میلادی است.

## زادگان
- حارس محمد
- ماجده الرومی

## درگذشتگان
- سلامه موسی
- ابوالکلام آزاد
- سید عبدالحسین شرف‌الدین عاملی
- ملک حفنی ناصف

## وابسته
- کعبه